# اوکتا نیتروکوبان
اوکتا نیتروکوبان (به انگلیسی: Octanitrocubane) با فرمول شیمیایی C8N8O16 یک ترکیب شیمیایی با شناسه پاب‌کم ۱۱۷۶۲۳۵۷ است؛ که جرم مولی آن ۴۶۴٫۱۳ گرم بر مول می‌باشد.